# Fonds international pour la protection des animaux
 (octobre 2020).
Si vous disposez d'ouvrages ou d'articles de référence ou si vous connaissez des sites web de qualité traitant du thème abordé ici, merci de compléter l'article en donnant les références utiles à sa vérifiabilité et en les liant à la section « Notes et références ».
Le Fonds international pour la protection des animaux (IFAW en anglais pour International Fund for Animal Welfare) est une organisation mondiale à but non lucratif présente dans 15 pays dont la France, ayant pour mission de protéger les animaux et les habitats qui sont les leurs. IFAW est doté du statut consultatif spécial auprès du Conseil économique et social des Nations unies.
IFAW fut fondé en 1969 au Canada dans le but de mettre un terme à la chasse commerciale du phoque du Groenland et du phoque à capuchon au large de la côte orientale canadienne. Une victoire fut remportée en 2009 lorsque l'Union européenne a interdit le commerce de tous les dérivés du phoque.
Aujourd'hui, le siège international d'IFAW est situé à La Haye (Pays-Bas). IFAW est une des plus importantes organisations de protection animale au monde avec des entités en Australie, Canada, Chine, Belgique, France, Allemagne, Inde, Japon, Afrique de l'Est, Amérique latine, Pays-Bas, Russie, Afrique du Sud et Royaume-Uni. 
Les campagnes internationales d'IFAW sont centrées sur la conservation de la biodiversité - notamment la protection des baleines et des éléphants -  la lutte contre le braconnage et le trafic d'animaux ainsi que le sauvetage des animaux en détresse.
En France, le Fonds international pour la protection des animaux (IFAW France) est une association loi de 1901 dont le siège est situé à Reims.